# Plaveč (hrad)
Plaveč je zřícenina hradu na mírném návrší nad obcí Plaveč v okrese Stará Ľubovňa v Prešovském kraji.

## Historie
Hrad byl postaven před rokem 1294, ze kterého pochází první písemná zmínka, podle které král Ondřej III. hrad odňal dosavadním majitelům, kteří za něj jako náhradu obdrželi Švábovce. Na vlastní náklady ho dal vybudovat šlechtic Arnold, syn Ditricha ze Spiše. Od začátku byl vyzděný z kamene. Za své jméno vděčí pravděpodobně kmeni Polovců, které uherští králové v 11.–12. století za účelem obrany hranic zvali do pohraničních oblastí Uherska. Jako královský hrad ho Karel I. Robert z Anjou daroval v roce 1317 a po vymření rodu v roce 1366 ho král Zikmund Lucemburský dal do držby Bebekům, kteří kolem roku 1427 byli trvalými vlastníky plavečského panství.
V druhé polovině 15. století během husitských bojů se hradu zmocnili bratříci v čele s vůdcem Petrem Aksamitem. Ten ho měl ve své moci až do své smrti roku 1458. Po něm hrad dostal nové majitele Zápolské, kteří ho dali nově opevnit. V roce 1505 se hrad koupí dostal do vlastnictví rodu Horváthů (podle maďarského jména obce Palocsa se začali psát Horváth-Palocsay).
Během povstání Juraje I. Rákociho byl hrad na straně vzbouřenců. V 18. století, když ztratil vojenský význam, ho Palocsayové doplnili obytnými budovami a upravili na pohodlné bydlení natolik, že se v roce 1715 ve smyslu nařízení císaře Karla VI. o demolici hradů vyhnul demolici, protože byl uznán, že má charakter obytného objektu. Při adaptaci roku 1830 byla narušena statika, Palocsayové hrad opustili a přestěhovali se do zámečku, který si postavili v Plavči. V roce 1857 rod vymřel, ale ještě rok předtím hrad postihl ničivý požár. Od té doby hrad pustne.

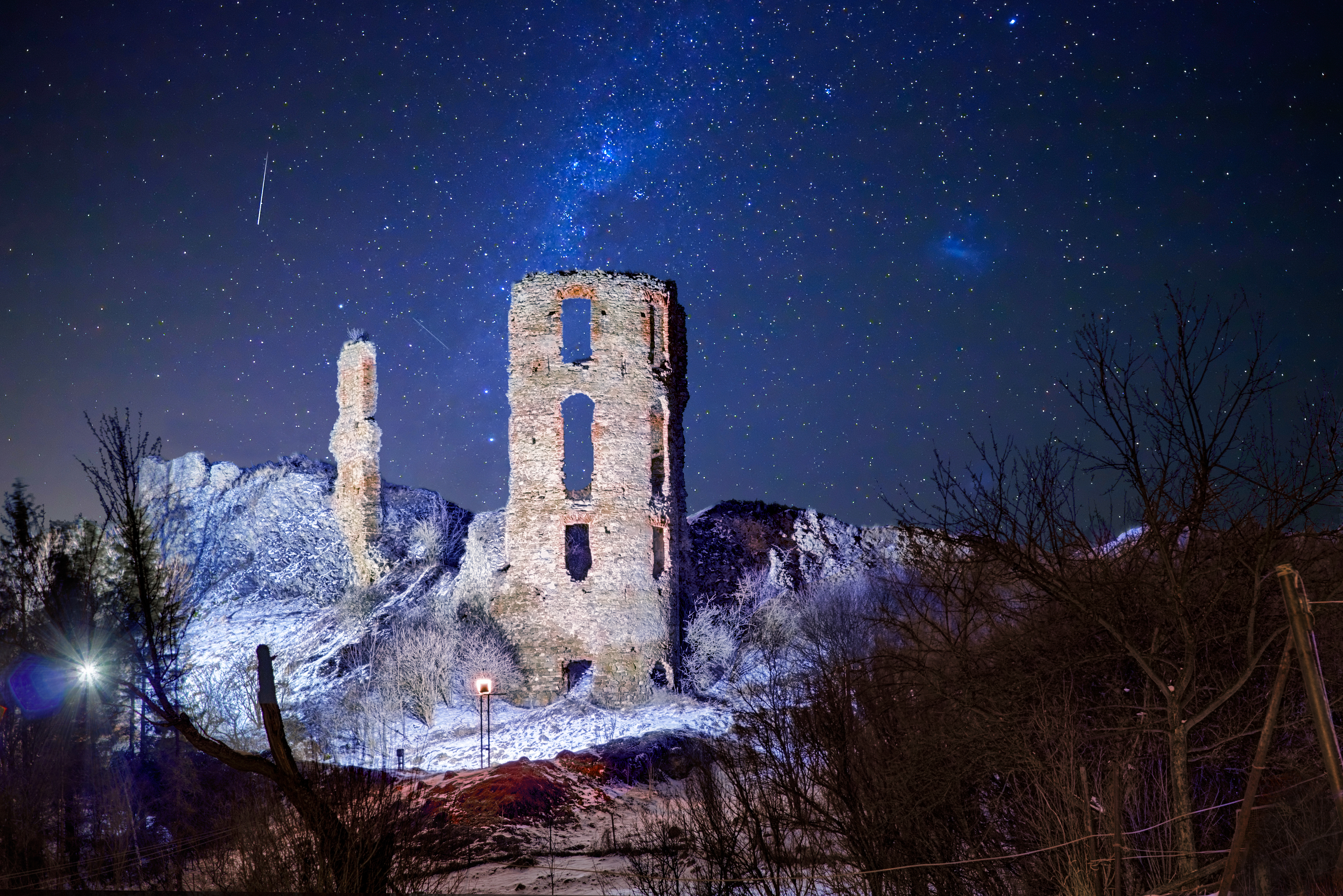
Plavečský hrad v noci

## Exteriér
Původně malý kamenný hrad postavený na místě strážní věže sestával pouze z obytné věže (9 × 8 m, tloušťka zdí 3 metry) postavené na nejvyšším místě vrchu. Vzhledem ke značné devastaci objektu není možno jasně určit etapy výstavby hradu. Podle popisu z roku 1644 měl hrad kromě věže palác (reprezentační křídlo, panský dům i kuchyni), kapli, starý palác, dvě bašty a zámečnický dům. Pod hradem byl majer. Po renesanční přestavbě hrad zobrazuje kresba Myskovszkého, ze které je vidět, že přestavba pohltila i donjon. Z hradu se zachovaly zbytky jihovýchodního zdiva s kruhovou baštou a další polokruhovou baštou na opačné straně, které flankovaly přístup do hradu. Další nákladná přestavba paradoxně urychlila konec hradu, protože výstavní palác s velkými okny neodolal počasí a znemožnil provoz hradu.
Dnes se z kdysi přepychového sídla zachovaly pouze zbytky vysokých zdí obytného křídla a obranné dělové bašty na severní straně bývalého hradního areálu.